# Cisarthron laevicolle
Cisarthron laevicolle es una especie de coleóptero de la familia Ciidae.

## Distribución geográfica
Habita en Europa, el Cáucaso y Bosnia.